# Ferroviário Atlético Clube (Maceió)
El Ferroviário AC fue un equipo de Fútbol de Brasil que jugó en el Campeonato Alagoano, la primera división del estado de Alagoas.

## Historia
Fue fundado el 2 de mayo de 1937 en la ciudad de Maceió del estado de Alagoas inicialmente con los colores amarillo y azul, aunque fue hasta 1951 que hizo su debut en el Campeonato Alagoano luego de profesionalizarse y cambiar los colores del uniforme por azul y blanco, siendo uno de los equipos más fuertes de la primera división estatal en los años 1950 donde fue campeón estatal en dos ocasiones, la primera de ellas fue un título compartido con el ASA, además de tres subcampeonatos e incluso fue la base de la selección del estado de Alagoas durante el torneo de selecciones estatales; pero y desciende en 1960.
Regresa al Campeonato Alagoano en 1962, pero desciende en 1963. En 1966 regresa al Campeonato Alagoano en donde juega por 24 temporadas consecutivas, vuelve a cambiar los colores del uniforme a rojo y amarillo, pero desciende en 1989, pasando en la segunda división hasta su desaparición en el 2000 luego de terminar en último lugar con un punto en nueve partidos.

## Palmarés
- Campeonato Alagoano (2): 1953, 1954
- Torneo Inicio (1): 1952[9]